# Cubas (Albacete)
Cubas es una localidad española perteneciente al municipio de Jorquera, en la provincia de Albacete,
comunidad autónoma de Castilla-La Mancha.

## Demografía
Evolución de la población
| Gráfica de evolución demográfica de Cubas entre 2000 y 2017        |
|                                                                    |
| Población de derecho (2000-2017) según el padrón municipal del INE |